# Erbgroßherzog-Friedrich-Kaserne (Koblenz)

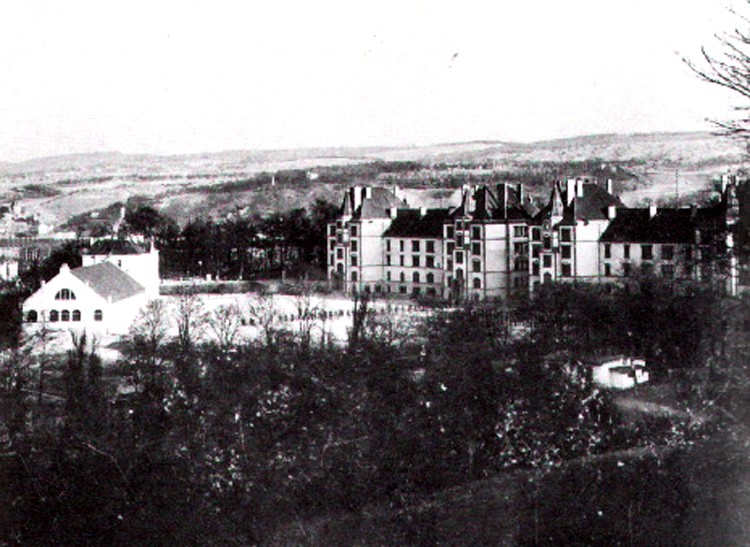
Die Erbgroßherzog-Friedrich-Kaserne in Koblenz um 1903

Die Erbgroßherzog-Friedrich-Kaserne war eine militärische Liegenschaft in Koblenz. Die 1902 fertiggestellte und 1982 weitgehend abgerissene Kaserne lag im Stadtteil Karthause zwischen dem Fort Großfürst Konstantin und der Feste Kaiser Alexander. Erhalten geblieben sind das Exerzierhaus und die beiden 1912–1914 erbauten Familienhäuser II und III (Simmerner Straße 1a und 1 b sowie Simmerner Straße 3), die auch verheiratete Unteroffiziere mit Familien der Spitzberg-Kaserne aufnahmen, deren Bauten noch jenseits der Simmerner Straße stehen. Benannt war die Kaserne nach dem damaligen Kommandierenden General des VIII. Armee-Korps, Generalleutnant Erbgroßherzog Friedrich von Baden. Sie wurde mit dem III. Bataillon des Kgl. Preußischen Infanterie-Regiments Nr. 68 belegt. Das II. Bataillon des Regiments lag in der Spitzberg-Kaserne, das I. Bataillon in der Feste Kaiser Alexander.

## Geschichte
Das Anfang des 19. Jahrhunderts im Zuge des Baus der Festung Koblenz errichtete Fort Großfürst Konstantin war zur Unterbringung von Soldaten nicht gut geeignet. So begann man bereits um 1860 auf dem vorgelagerten Plateau, dem „Marsfeld“, mit dem Bau von Kasernenbaracken, die man im Kriegsfall schnell beseitigen konnte, samt einem Exerzierplatz. Etwas später kam noch in naher Nachbarschaft der Bau der Barackenkaserne am Spitzberg hinzu.
Nachdem die linksrheinischen Teile der Festung Koblenz samt Fort Großfürst Konstantin ab 1890 aufgelassen worden waren und nur noch als Kasernen dienten, errichtete man 1901–1902 auf dem Marsfeld die Erbgroßherzog-Friedrich-Kaserne. Zuvor waren teilweise immer noch Einheiten in den Festungskasematten untergebracht.
Die in Formen der Neorenaissance gestaltete Anlage bestand aus zwei Mannschaftshäusern für je zwei Kompanien, einem Wirtschaftsgebäude (unter anderem mit Küchen und Speisesälen für Mannschaften und Unteroffiziere sowie dem Verkaufsraum des Katinenwirts), zwei Latrinen (Hofaborten) gegenüber den Schmalseiten des Wirtschaftsgebäudes, dem Familienhaus I für verheiratete Unteroffiziere und Beamte, sowie einem Exerzierhaus mit einer großen Halle, die auch im Winter und bei ungünstigem Wetter das Exerzieren der Infanteristen ermöglichte. Ein zweites Exerzierhaus vor dem Fort Großfürst Konstantin war für das in der gegenüberliegenden Spitzberg-Kaserne untergebrachte II. Bataillon des Infanterie-Regiments Nr. 68 bestimmt.

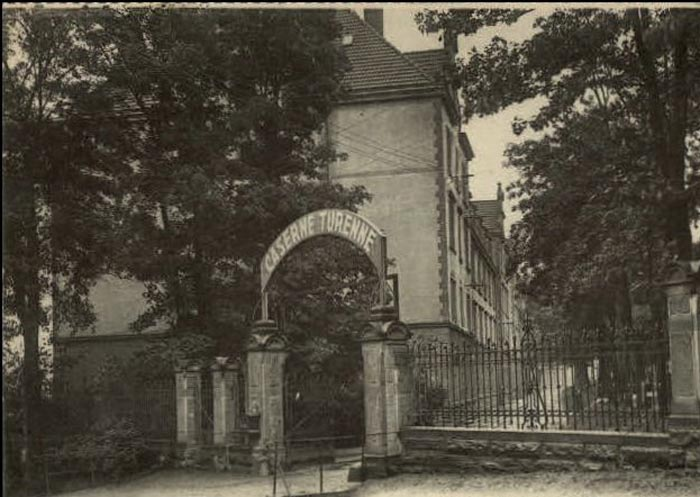
Die „Caserne Turenne“ während der französischen Besetzung

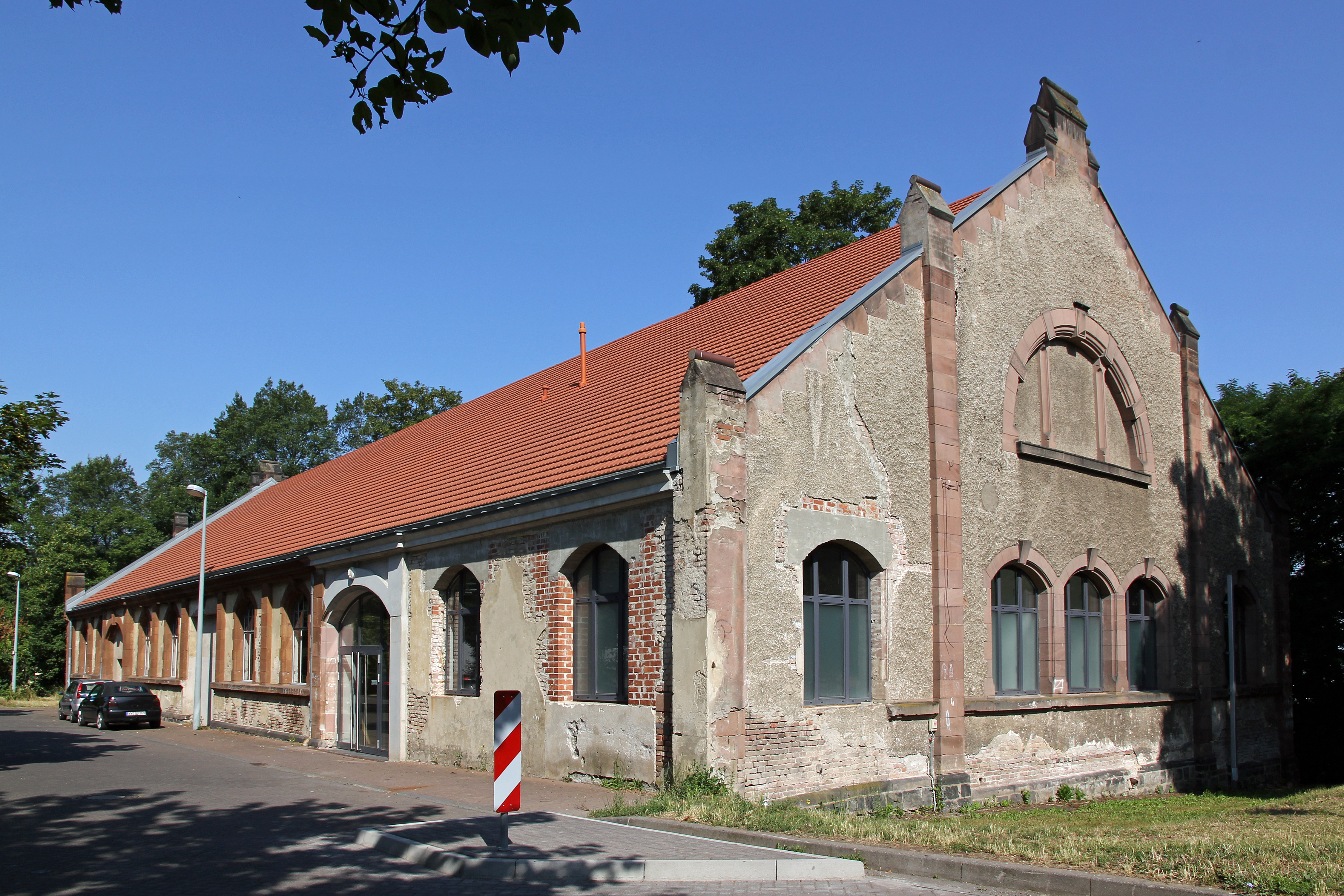
Die erhaltene ehemalige Exerzierhalle

Nach dem Ersten Weltkrieg im Rahmen der alliierten Rheinlandbesetzung bezogen 1923 französische Besatzungstruppen die Kaserne und benannten sie „Caserne Turenne“. Nachdem die Franzosen 1929 wieder abgezogen waren, standen die Mannschaftshäuser eine Weile leer, bis sie zu Wohnungen umgebaut wurden. Das Exerzierhaus des ehemaligen II. Bataillons des Infanterie-Regiments Nr. 68 wurde bei Luftangriffen im Zweiten Weltkrieg schwer beschädigt und danach abgerissen. Das ebenfalls beschädigte Mannschaftshaus II wurde unter Aufgabe des östlichen Drittels wiederaufgebaut. Bis zum Jahr 1961 wurden auf dem Exerzierplatz Wohngebäude für ausgebombte Familien errichtet.
Bis in die 1980er Jahre dienten die beiden Wohnblöcke noch als Wohnungen. Das Wirtschaftsgebäude wurde bis 1975 vom Landesvermessungsamt Rheinland-Pfalz und danach vom Technischen Hilfswerk als Lager und Stützpunkt genutzt. Bestrebungen von privaten Investoren, die beiden Großgebäude abzureißen und an dieser Stelle eine Wohnsiedlung zu errichten, scheiterten vorerst daran, dass das komplette Ensemble unter Denkmalschutz gestellt worden war. Ohne dass dieser Schutz aufgehoben worden wäre, fielen 1982 die beiden Mannschaftshäuser und das Familienhaus der Spitzhacke zum Opfer. Ebenso wurden im Jahr 2000 das Wirtschaftsgebäude und der Hofabort Nr. II gegen den Widerstand der Bevölkerung abgebrochen.
Heute ist noch das ehemalige Exerzierhaus des III. Bataillons des Infanterie-Regiments Nr. 68 erhalten und dient als Sporthalle. In der Kurve der Simmerner Straße stehen die beiden Familienhäuser II und III von 1912 bis 1914, die vor allem vom II. und III. Bataillon des Infanterie-Regiments Nr. 68 genutzt wurden. Das Gelände wurde ab 1996 komplett von einer neuen Wohnsiedlung bebaut.
Zwei rote Sandsteinbögen, die zur Kasernenwache in der westlichen Giebelseite des Mannschaftshauses I gehörten, wurden bei einem Umbau in ein Gebäude in der Münzstrasse in Koblenzer Altstadt integriert.

## Denkmalschutz
Das Exerzierhaus vor der ehemaligen Erbgroßherzog-Friedrich-Kaserne ist ein geschütztes Kulturdenkmal nach dem Denkmalschutzgesetz (DSchG) und in der Denkmalliste des Landes Rheinland-Pfalz eingetragen. Sie liegt in Koblenz-Karthause Am Fort Konstantin 40.
Seit 2002 ist das ehemalige Exerzierhaus Teil des UNESCO-Welterbes Oberes Mittelrheintal.